# Tai Hu (Antarktika)
Tai Hu (chinesisch 太湖 Sehr großer See) ist ein kleiner See an der Ingrid-Christensen-Küste des ostantarktischen Prinzessin-Elisabeth-Lands. Er liegt östlich des Qingren Hu auf der Halbinsel Stornes in den Larsemann Hills.
Chinesische Wissenschaftler benannten ihn 1993 im Zuge von Vermessungs- und Kartierungsarbeiten. Namensgeber ist wahrscheinlich der Tai Hu in China.